# 웨스 벤틀리
웨슬리 쿡 "웨스" 벤틀리(Wesley Cook "Wes" Bentley, 1978년 9월 4일 ~ )은 미국의 배우로, 아메리칸 뷰티에서의 릭키 피츠 역으로 잘 알려져 있다.

## 출연
- 2018년 - 미션 임파서블: 폴아웃(Mission: Impossible - Fallout) - 패트릭 역
- 2014년 - 인터스텔라 (Interstellar) - 도일 역
- 2014년 - 언컨셔스 (Unconscious) - 남자 역
- 2011년 - 라이트 오브 패시지 (Rites of Passage) - 베니 역
- 2007년 - 위어스빌 (Weirdsville) - 로이스 역
- 2005년 - 더 게임 오브 데어 라이브스 (The Game Of Their Lives)
- 2002년 - 포 페더스 - 잭 듀란스 역
- 1999년 - 아메리칸 뷰티 - 리키 피츠 역